# Trevor Kronemann
Trevor Kronemann (Edina, 8 december 1964) is een voormalig tennisspeler uit de Verenigde Staten, die tussen 1991 en 1998 actief was in het professionele circuit.
Kronemann was vooral succesvol in het herendubbeltennis waarin hij zes ATP-toernooien op zijn naam schreef en in nog eens vijf finales stond.

## Palmares
| Legenda                       | Legenda               |
| ----------------------------- | --------------------- |
| Grand Slam                    |                       |
| Olympische Spelen             |                       |
| tot 2009                      | vanaf 2009            |
| Tennis Masters Cup            | ATP Finals            |
| ATP Masters Series            | ATP Tour Masters 1000 |
| ATP International Series Gold | ATP Tour 500          |
| ATP International Series      | ATP Tour 250          |

| Nr.                           | Datum            | Toernooi       | Ondergrond    | Partner          | Tegenstanders in finale          | Score         | Details |
| ----------------------------- | ---------------- | -------------- | ------------- | ---------------- | -------------------------------- | ------------- | ------- |
| Gewonnen finales herendubbel  |                  |                |               |                  |                                  |               |         |
| 1.                            | 19 april 1992    | ATP Tampa      | Gravel        | Mike Briggs      | Luiz Mattar Andrej Olchovski     | 7-6, 6-7, 6-4 | Details |
| 2.                            | 18 april 1993    | ATP Charlotte  | Gravel        | Rikard Bergh     | Javier Frana Leonardo Lavalle    | 6–1, 6–2      | Details |
| 3.                            | 5 maart 1995     | ATP Scottsdale | Hardcourt     | David Macpherson | Luis Lobo Javier Sánchez         | 4-6, 6-3, 6-4 | Details |
| 4.                            | 16 april 1995    | ATP Barcelona  | Gravel        | David Macpherson | Andrea Gaudenzi Goran Ivanišević | 6–2, 6–4      | Details |
| 5.                            | 7 mei 1995       | ATP München    | Gravel        | David Macpherson | Luis Lobo Javier Sánchez         | 6–3, 6–4      | Details |
| 6.                            | 18 februari 1996 | ATP San José   | Hardcourt (i) | David Macpherson | Richey Reneberg Jonathan Stark   | 6–4, 3–6, 6–3 | Details |
| Verloren finales heren dubbel |                  |                |               |                  |                                  |               |         |
| 1.                            | 19 juni 1994     | ATP Manchester | Gras          | Scott Davis      | Rick Leach Danie Visser          | 4–6, 6–4, 6–7 | Details |
| 2.                            | 15 januari 1995  | ATP Sydney     | Hardcourt     | David Macpherson | Todd Woodbridge Mark Woodforde   | 6-7, 4-6      | Details |
| 3.                            | 14 juli 1996     | ATP Gstaad     | Gravel        | David Macpherson | Jiří Novák Pavel Vízner          | 6-4, 6-7, 6-7 | Details |
| 4.                            | 22 juni 1997     | ATP Rosmalen   | Gras          | David Macpherson | Jacco Eltingh Paul Haarhuis      | 4-6 5-7       | Details |
| 5.                            | 13 juli 1997     | ATP Gstaad     | Gravel        | David Macpherson | Jevgeni Kafelnikov Daniel Vacek  | 6-4, 6-7, 3-6 | Details |

## Prestatietabel
| Legenda | Legenda                          |
| ------- | -------------------------------- |
| g.t.    | geen toernooi gehouden           |
| l.c.    | lagere categorie                 |
| –       | niet deelgenomen                 |
| G       | uitgeschakeld in de groepsfase   |
| 1R      | uitgeschakeld in de eerste ronde |
| 2R      | uitgeschakeld in de tweede ronde |
| 3R      | uitgeschakeld in de derde ronde  |
| 4R      | uitgeschakeld in de vierde ronde |
| KF      | uitgeschakeld in de kwartfinale  |
| HF      | uitgeschakeld in de halve finale |
| F       | de finale verloren               |
| W       | het toernooi gewonnen            |
| w-v     | winst/verlies-balans             |

### Prestatietabel grand slam, dubbelspel
| Toernooi        | 1992 | 1993 | 1994 | 1995 | 1996 | 1997 |
| --------------- | ---- | ---- | ---- | ---- | ---- | ---- |
| Australian Open | –    | 3R   | –    | 3R   | 2R   | –    |
| Roland Garros   | 3R   | 1R   | 1R   | 1R   | 3R   | 2R   |
| Wimbledon       | 1R   | 1R   | 1R   | 2R   | 1R   | 2R   |
| US Open         | 1R   | 2R   | 2R   | 2R   | KF   | 3R   |